# Parafia św. Mikołaja w Sławnie
Parafia Świętego Mikołaja w Sławnie – rzymskokatolicka parafia leżąca w granicach dekanatu kiszkowskiego. Erygowana w 1348 roku.

## Dokumenty
Księgi metrykalne: 
- ochrzczonych od 1945 roku
- małżeństw od 1945 roku
- zmarłych od 1945 roku